# Marzagão (Carrazeda de Ansiães)
Pour les articles homonymes, voir Marzagão.
Marzagão est un village portugais de la municipalité de Carrazeda de Ansiães, de 16,56 km2 de superficie et 315 habitants (2011). Densité : 19 hab/km2. Situé au nord du Portugal, dans la vallée du fleuve Douro, Marzagão, a le charme typique des villages de montagne, à découvrir les ruines d'un château médiéval, un aqueduc romain superbement conservé, les vignes, les oliviers, ainsi que l'hospitalité de ces habitants.

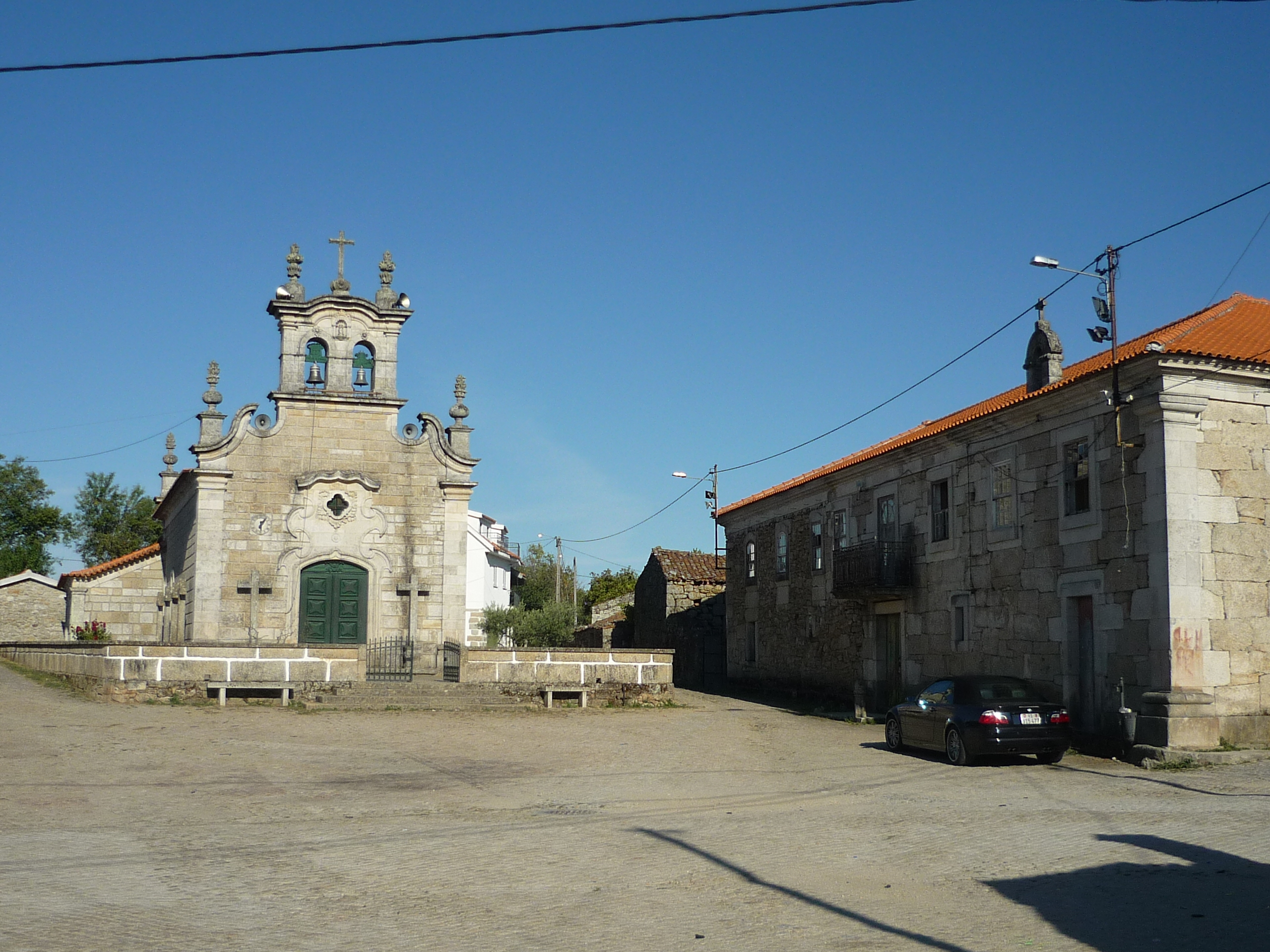
Place du village de Marzagao, avec l'église en arrière-plan.
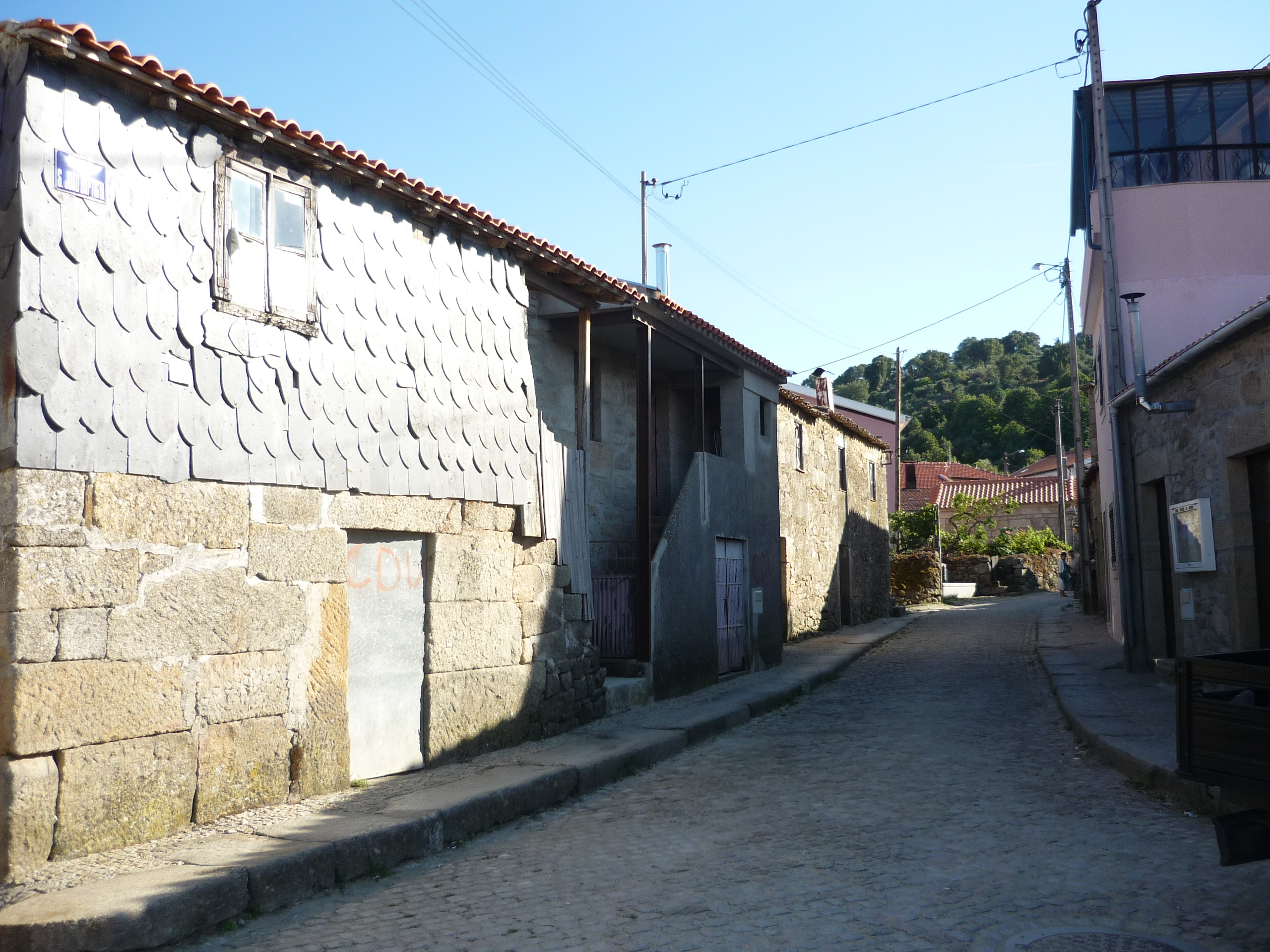
Rue principale du village
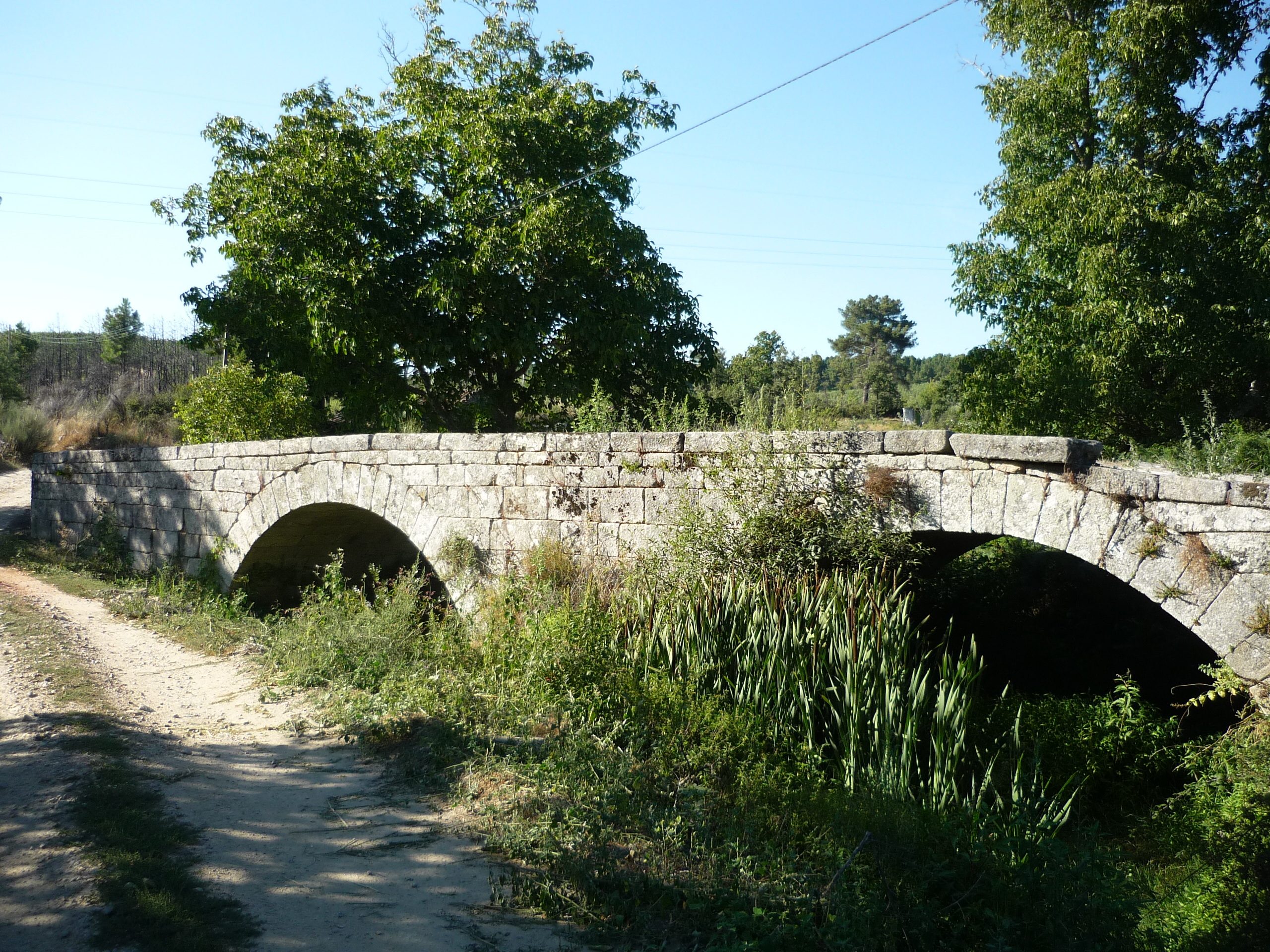
Magnifique aqueduc romain.
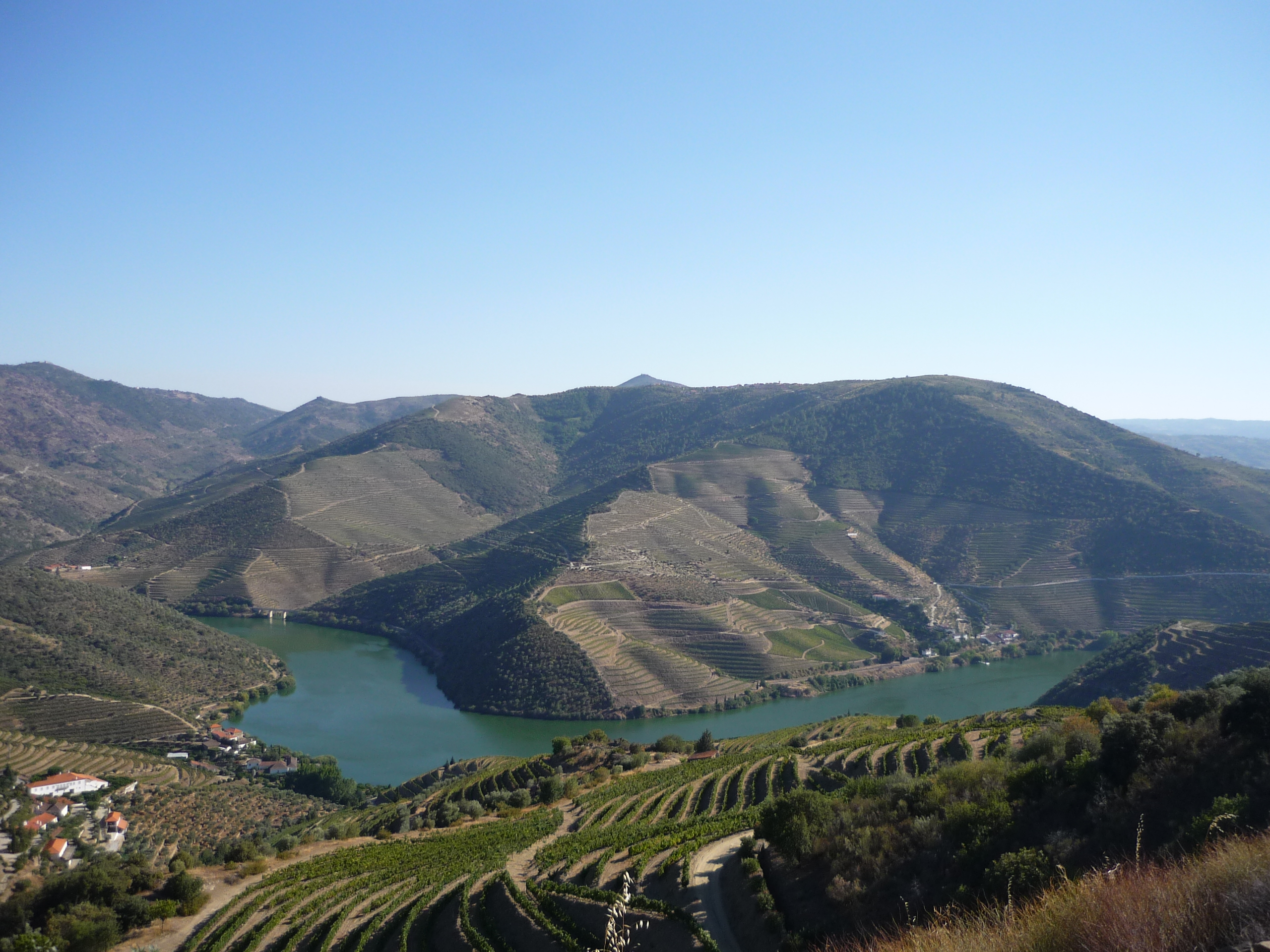
Vue de la vallée du Douro